# 시흥 조남동 사직단지
시흥 조남동 사직단지는 대한민국 경기도 시흥시 조남동에 있다. 2002년 3월 15일 시흥시의 향토유적 제15호로 지정되었다.

## 개요
조선시대 옛 안산군의 사직단 터이다.

## 같이 보기
- 사직단